# Henry John William Bentinck

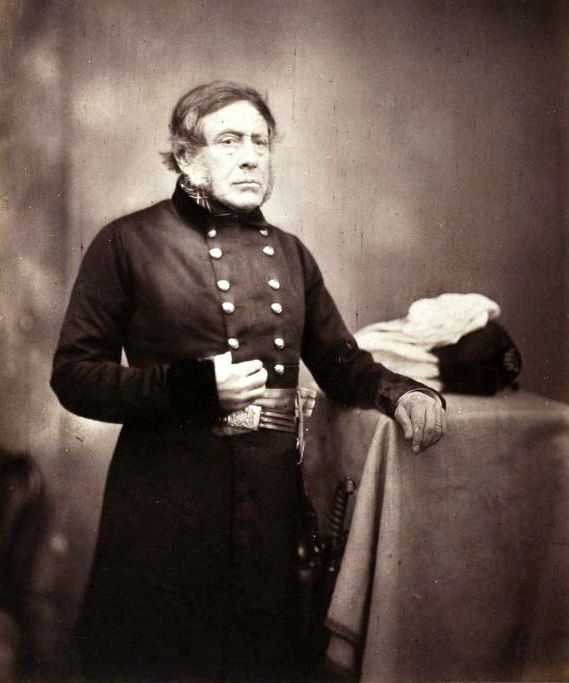
Sir Henry Bentinck, Krim 1855

Sir Henry John William Bentinck KCB (deutsch Heinrich Johann Wilhelm Graf Bentinck, * 8. September 1796 in Varel; † 29. September 1878 in London) war ein britischer General.

## Lebenslauf
Er war der dritte und jüngste Sohn des Major-General John Charles Bentinck (1763–1833) und ein Enkel des niederländisch-westfälischen Grafen Wilhelm Bentinck. Seine Mutter Jemima Helena de Reede-Ginkel, war eine Tochter des 5. Earl of Athlone. Er heiratete 1829 Renira Antoinette Hawkins-Whitshed († 1889), die Tochter des Admiral of the Fleet Sir James Hawkins-Whitshed, 1. Baronet. Die Ehe blieb kinderlos.
Er trat 1813 als Ensign der Coldstream Guards in die British Army ein und stieg in diesem Regiment bis 1851 zum Lieutenant-Colonel auf. Im Februar 1854 zog er mit seinem Regiment in den Krimkrieg und führte dort die aus seinem und anderen Garderegimentern gebildete Guards Brigade. Er kämpfte in den Schlachten von Alma, Balaklawa, Inkerman und Sevastopol. Im Juni 1854 wurde er zum Major-General befördert und im Oktober 1854 zum Colonel des 28th (North Gloucestershire) Regiment of Foot ernannt. Er hatte letzteres Amt bis zu seinem Tod inne. Bei seiner Rückkehr von der Krim wurde er im Juli 1855 als Knight Commander des Order of the Bath geadelt und als Kommandeur der französischen Ehrenlegion ausgezeichnet. 1858 wurde er auch mit dem osmanischen Mecidiye-Orden zweiter Klasse geehrt. 1860 wurde er zum Lieutenant-General und 1867 zum General befördert. 1877 schied er aus dem aktiven Militärdienst aus.
Er gehörte 1856/1857 einer Kommission an, welche die Praxis des Kaufs von Offiziersstellen in der British Army untersuchen sollte. Die Kommission war ursprünglich nicht mit dem Ziel gegründet worden die Praxis des Kaufs von Offiziersstellen abzustellen, kam gleichwohl aber zu dem Ergebnis, dass der Kauf von Offiziersstellen der militärischen Effizienz zuwiderlaufe. Trotzdem würde dieses System im Offizierskorps bevorzugt, eine Militärreform würde auch £ 8 Millionen kosten. Es müsse genügen strengere Eignungsprüfungen bei der Ernennung zum Offizier einzufügen. Die Kaufpraxis wurde erst im Zuge der Cardwell-Reformen 1871 abgeschafft.